# Institut international de l'image et du son
L’Institut international de l’image et du son (3iS) est un établissement d’enseignement supérieur technique privé français créé en 1988, et dont le cursus parisien est reconnu par l’État depuis 2017.
Membre du réseau CILECT aux côtés de la Fémis ou encore de l'ENS Louis Lumière, l'école compte cinq campus, le premier situé près de Paris, à l’ouest de Saint-Quentin-en-Yvelines, sur les communes de Trappes et Élancourt à La Clef de Saint-Pierre, le deuxième situé près de Bordeaux, sur la commune de Bègles, le troisième à Lyon, le quatrième à Nantes, et le dernier, bien plus récent, aux alentours d'Avignon.
Son diplôme, le DESTIS (Diplôme d'études supérieures en techniques de l'image et du son), délivré aux étudiants de 3iS Paris à l'issue d'un cursus « bachelor », est visé par le ministère de l'Enseignement supérieur, de la Recherche et de l'Innovation depuis 2017. Ses titres RNCP sont certifiés par l'État (niveaux 5 à 6) depuis 1998 et délivrés à 3iS Bordeaux, Lyon et Nantes.
Créé en 1988 et implanté à Bordeaux, Lyon, Paris, Nantes, et Avignon, 3iS est aujourd’hui le 1er campus audiovisuel d'Europe, avec 20 000 m2 d’infrastructures, entièrement dédiées aux industries créatives. Particulièrement dynamiques, ces dernières offrent de nombreuses opportunités d’emploi.

## Historique
En 1988, des diplômés de l’IDHEC (La Fémis), de l’ENS Louis-Lumière et des professionnels du cinéma créent dans les Yvelines un établissement d’enseignement supérieur technique privé : l’Institut international de l’image et du son est né. Durant une vingtaine d’années, l’école se développe et étend son champ de compétences : cinéma, audiovisuel, image, son… Les spécialisations s’affirment, les expertises se combinent[réf. nécessaire].
En 2008, Jean-Claude Walter, ancien directeur de la Villette et de l’ADAMI, ancien administrateur civil au ministère du Budget dans le domaine de la culture, des grands travaux et de l’audiovisuel, prend les rênes de 3iS. Il lance une politique de développement dans le domaine pédagogique (certification des titres de l’école auprès du RNCP) et dans le déploiement du campus[réf. nécessaire].
En 2010, l’école s’agrandit et développe de nouvelles filières : Animation Numérique, Journalisme Audiovisuel et Techniques du Spectacle.
En 2013, 3iS s’implante à Bordeaux par l’intermédiaire d’ADAMS, établissement spécialisé dans les métiers de l’audiovisuel et du spectacle vivant. Intégrée au groupe 3iS, l’école devient 3iS Bordeaux deux ans plus tard[réf. nécessaire].
En 2014, 3iS Paris s’agrandit : nouvelles infrastructures et nouveaux équipements apportent une offre encore plus large, répondant aux évolutions du secteur : cabines de projection numérique, plateau Fond Vert, studio de capture de mouvement, studio radio[réf. nécessaire].
En 2015, le groupe 3iS ouvre un bureau en Chine. Parallèlement, 3iS héberge un Centre de Formation des Apprentis, l’AFOMAV (Association de Formations aux Métiers de l’AudioVisuel) en proposant la formation de CAP projectionniste[réf. nécessaire].
En 2016, 3iS Paris ouvre la filière Jeu Vidéo. Cette nouvelle formation développe d’autres champs de compétences et répond de façon encore plus globale aux besoins des industries créatives.
En 2017, grâce aux nouveaux locaux bordelais et fort de la réussite à Paris de la filière Animation Jeu vidéo, celle-ci est également proposée à Bordeaux. 3iS Paris crée une filière Motion Graphique et Scénographie qui vient enrichir son catalogue de formations sur les filières artistiques et techniques[réf. nécessaire].
En 2018, 3iS Paris ouvre un Master of Arts Écriture & Réalisation (non reconnu comme un diplôme de master) ainsi qu’un Bachelor Film & Television (équivalent du bachelor Cinéma & Audiovisuel en anglais)[réf. nécessaire].
En 2019, signature d'un accord scellant l’intégration d’INSTIC au sein du groupe 3iS et l'implantation de 3iS à Lyon, à Lyon, avec ses formations historiques en Cinéma & Audiovisuel et en Son[réf. nécessaire]. En 2021, ouverture d'un nouveau campus à Nantes, avec ses formations historiques en Cinéma & Audiovisuel et en Son[réf. nécessaire].

## Programmes
L'Institut international de l'image et du son (3iS) forme chaque année 2500 étudiants aux métiers du cinéma, de l’audiovisuel, du son, du spectacle vivant, du cinéma d'animation, des VFX, du jeu vidéo, du design graphique multimédia et de l'acting. En plus des périodes de stage obligatoires, l'école offre à ses étudiants la possibilité d'effectuer tout ou partie de leur cursus en alternance.

### Filière principale: leDiplôme d'études supérieures en techniques de l'image et du son(DESTIS)
À Paris, le Diplôme d'études supérieures en techniques de l'image et du son, ou DESTIS, est une formation généraliste en 3 ans et la filière principale de l'école, où les candidats sont admis sur dossier via Parcoursup, ou à l'issue d'une classe préparatoire Cinéma ou Son.
Le programme DESTIS est créé par l'établissement sur le campus parisien en 2017 à l'issue de l'obtention du visa du ministère de l'Enseignement supérieur, de la Recherche et de l'Innovation, en supplément de ses titres RNCP. Le parcours académique se déroule sur deux à trois ans en fonction du niveau d'admission (Bac ou Bac+1) et peut être suivi en français ou uniquement en anglais. Contrairement à son programme Bachelor, il n'y a plus de spécialisations « Montage », « Image » et « Production ». Celles-ci sont intégrées au tronc commun lors de l'acquisition des fondamentaux en 1ère année, ainsi qu'en 2e et 3e années.
Le programme DESTIS propose deux options, uniquement à Paris :
- l'option « Cinéma et Audiovisuel » (CAV)[4]
  - parcours « Écriture et Réalisation fiction »
  - parcours « Réalisation audiovisuelle »
- l'option « Son »[5]
  - parcours « Son à l'image »
  - parcours « Son musique »

Ce programme permet d'obtenir le Diplôme d'études supérieures en techniques de l'image et du son, visé par le ministère de l'Enseignement supérieur, de la Recherche et de l'Innovation niveau 6 (licence) et inscrit au RNCP auprès de France Compétences,. Dispensé uniquement à Paris, il s'est substitué au cursus Bachelor et aux cursus de formation « Écriture et Réalisation fiction » et « Réalisation audiovisuelle » sanctionnés par un titre certifié RNCP sur le campus parisien.

### Filière technique et en région: leBachelor
À Paris et en région, l'école dispense une formation plus complète en 3 ans avec deux options, dont neuf spécialisations. La formation se déroule en trois ans (une année de tronc commun et deux années de spécialisation) auxquels peuvent s'ajouter une année préparatoire intégrée, et sont accessibles aux étudiants détenteurs d'un baccalauréat.
Le programme Bachelor propose deux options, à Paris, Bordeaux, Lyon, Nantes et Avignon : 
- l'option « Cinéma et Audiovisuel » (CAV)[8]
  - parcours « Écriture et Réalisation fiction »
  - parcours « Montage »
  - parcours « Image »
  - parcours « Réalisation audiovisuelle »
  - parcours « Production »
- l'option « Son et musique »[9]
  - parcours « Studio et production musicale »
  - parcours « Sonorisation »
  - parcours « Cinéma »
  - parcours « Sound design »

Ce programme permet d'obtenir un diplôme d'établissement, reconnu « par la profession » selon l'école, ainsi qu'un titre certifié en fonction de la spécialisation, inscrit au RNCP auprès de France Compétences, établissement public du ministère du Travail, de l’Emploi, de la Formation professionnelle. Pour les parcours « Son » et « Production », il est délivré un titre certifié inscrit au RNCP niveau 6, soit bac+3, de « Opérateur du son », pour le premier, et de « Chargé de production en audiovisuel, cinéma et événement culturel » pour le second. Vigilance sur les parcours « Image » et « Montage », il est délivré un titre inscrit au RNCP de niveau 5, soit bac+2 et non bac+3, de « Cadreur - Opérateur prises de vues » pour le premier et de « Monteur audiovisuel cinéma » pour le second.

### Autres formations
L'Institut international de l'image et du son dispense également d'autres formations, allant du cursus Bachelor au cursus Mastère :
- Bachelor, Master of Arts « Cinéma d'animation 2D / 3D » : la formation en animation se déroule en trois ans (une année préparatoire intégrée et deux années de majeure) ou cinq ans (une année préparatoire intégrée, deux années de majeure et deux années de spécialisation), et sont accessibles aux étudiants détenteurs d'un baccalauréat. Le parcours de l'étudiant est sanctionné par le titre de Master of Arts délivré par 3iS ainsi qu'un titre certifié niveau Bac+5 par l'État sur le campus parisien.
- Bachelor, Master of Arts « Jeu Vidéo » : la formation en jeu vidéo se déroule en trois ans (une année préparatoire intégrée et deux années de majeure) ou cinq ans (une année préparatoire intégrée, deux années de majeure et deux années de spécialisation), et sont accessibles aux étudiants détenteurs d'un baccalauréat. Le parcours de l'étudiant est sanctionné par le titre de Master of Arts délivré par 3iS ainsi qu'un titre certifié niveau Bac+5 par l'État sur le campus parisien.
- Bachelor, Master of Arts « VFX » : la formation en VFX se déroule en trois ans (une année préparatoire intégrée et deux années de majeure) ou cinq ans (une année préparatoire intégrée, deux années de majeure et deux années de spécialisation), et sont accessibles aux étudiants détenteurs d'un baccalauréat. Ce programme est proposé sur le campus de Bordeaux. Le parcours de l'étudiant est sanctionné par des titres de Bachelor et Master of Arts délivré par 3iS Bordeaux.
- Bachelor « Motion design / Scénographie » : la formation en design se déroule en trois ans (une année préparatoire intégrée et deux années de majeure) et sont accessibles aux étudiants détenteurs d'un baccalauréat. Le parcours de l'étudiant est sanctionné par le titre de Bachelor délivré par 3iS Paris.
- Bachelor « Régisseur Spectacle Vivant » : régie générale, régie son ou lumière, techniques son ou techniques lumière. La formation de technicien du spectacle (de la filière « techniques du spectacle ») dure deux ans et est ouverte aux élèves titulaires au moins d'un CAP ou d'un BEP. Dans cette même filière, la formation de régisseur du spectacle dure trois ans et est ouverte aux élèves titulaires d'un baccalauréat, ou d'un titre de niveau IV, sous réserve de justifier d'une expérience professionnelle dans le domaine du spectacle vivant. Le régime de l'alternance est possible pour ces deux formations.
- Mastère « Écriture et réalisation » : le cursus « écriture & réalisation » se déroule en deux ans (trois semestres académiques et un semestre de stage en entreprise) et est ouvert aux titulaire d'un niveau bac +3 minimum. Le parcours de l'étudiant est sanctionné par le titre de Master of Arts délivré par 3iS.

## Reconnaissance et certifications

### Reconnaissance par l'État
Le ministère de l'Enseignement supérieur, de la Recherche et de l'Innovation a validé, au Bulletin officiel no 23 du 29 juin 2017, la reconnaissance par l’État et l’autorisation accordée à 3iS SUP (Trappes) à délivrer le DESTIS, un diplôme visé de la ministre de l'Enseignement supérieur, de la Recherche et de l'Innovation.

### Titres certifiés
Plusieurs cursus de formation proposés par l'Institut international de l'image et du son sont reconnus par le ministère du Travail, de l’Emploi, de la Formation professionnelle, et sont sanctionnés par un titre certifié inscrit au RNCP : 
- Chef-Opérateur du son (code NSF 323t, niveau II (Fr) – niveau 6 (Eu), enregistré au RNCP par arrêté du 17/12/2018 et publié au JO le 21/12/2018)
- Opérateur de prises de vues (code NSF 323, niveau II (Fr) – niveau 6 (Eu), enregistré au RNCP par arrêté du 17/12/2018 et publié au JO le 21/12/2018)
- Monteur truquiste étalonneur (code NSF 323t, niveau II (Fr) – niveau 6 (Eu), enregistré au RNCP par arrêté du 17/12/2018 et publié au JO le 21/12/2018)
- Chargé(e) de production en cinéma, audiovisuel et événements culturels (code NSF 323p, niveau II (Fr) – niveau 6 (Eu), enregistré au RNCP par arrêté du 08/12/2017 et publié au JO le 21/12/2017)
- Assistant(e) réalisateur(trice) (code NSF 323, niveau II (Fr) – niveau 6 (Eu), enregistré au RNCP par arrêté du 07/07/2017 et publié au JO le 19/07/2017)

## Partenariats
L'école est membre du CILECT, centre de liaison des écoles de cinéma et de télévision, une association, créée en France en 1995, qui regroupe en 2013 cent-soixante institutions pédagogiques audiovisuelles originaires de soixante pays dans le monde.
3iS est également membre de l'agence Campus France, l’Agence française pour la promotion de l’enseignement supérieur, l’accueil et la mobilité internationale.
Depuis 2009, 3iS est partenaire institutionnel de l'Académie des arts et techniques du cinéma. Plusieurs étudiants en cinéma & audiovisuel sont chargés chaque année de la captation vidéo de différents événements : soirée César & techniques, Révélations, Gros plan sur les Nommés, Mémoire de César, Dîner des producteurs, ainsi que d'images backstage de la cérémonie des César du cinéma.
Depuis 2011, 3iS est partenaire de l'Académie des Lumières. Dans le cadre de ce partenariat, les étudiants des filières « cinéma & audiovisuel », « journalisme audiovisuel » et « techniques du spectacle » sont chargés de l'organisation, de la création de contenus (bande-annonce, hommages, habillage visuel des remise des Prix, etc.), de la captation et de la couverture médiatique de la cérémonie des Prix Lumières.
Enfin, l'école est également membre du réseau Erasmus.

## Anciens élèves notables
- Cédric Nicolas-Troyan (promotion 1992), réalisateur
- Jean-Baptiste de Laubier (promotion 1999), DJ, producteur et réalisateur
- Pierre-Emmanuel Le Goff (promotion 2002), scénariste, réalisateur, producteur et distributeur français
- Nassim Amaouche (promotion 2003), réalisateur
- Léo Karmann (promotion 2011), réalisateur